# Гарриг, Реми
Реми́ Гарри́г (фр. Rémi Garrigue, род. 3 сентября 2004) — французский фехтовальщик-саблист, чемпион Европы 2025 года в индивидуальных соревнованиях.

## Биография
В 17 лет Гарриг поднялся на подиум чемпионата Европы среди юниоров в Нови-Саде, заняв третье место. В 2024 году стал чемпионом Европы среди юниоров.
Его спортивные результаты помогли ему завоевать место во французской команде саблистов. Был выбран представлять Францию на чемпионате Европы 2025 года в Генуе. Одержал все победы и стал чемпионом Европы. В финале сломил сопротивление соперника из Венгрии Арона Силадьи (15:11).